# Machine à écrire Blickensderfer

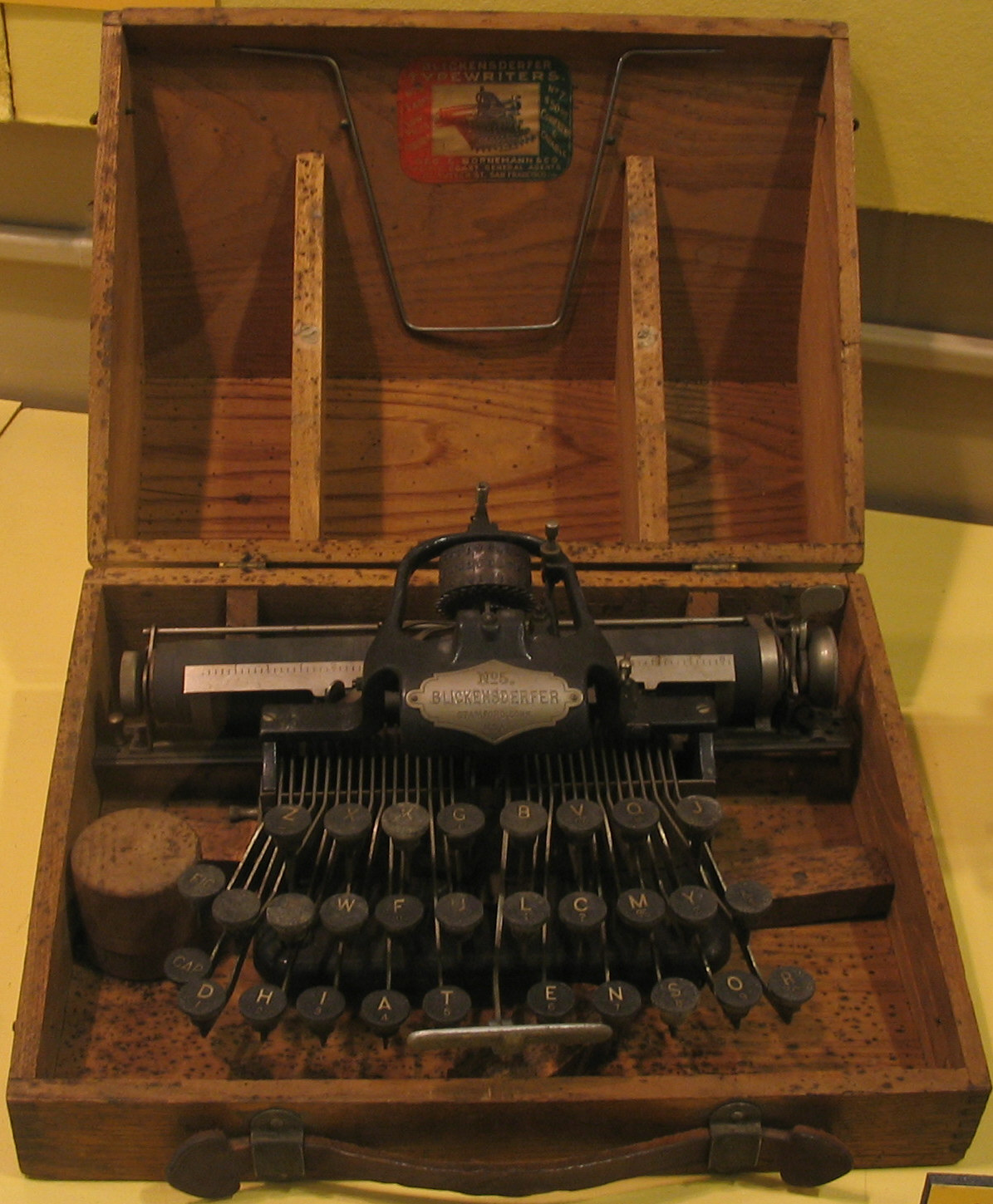
Blickensderfer modèle 5

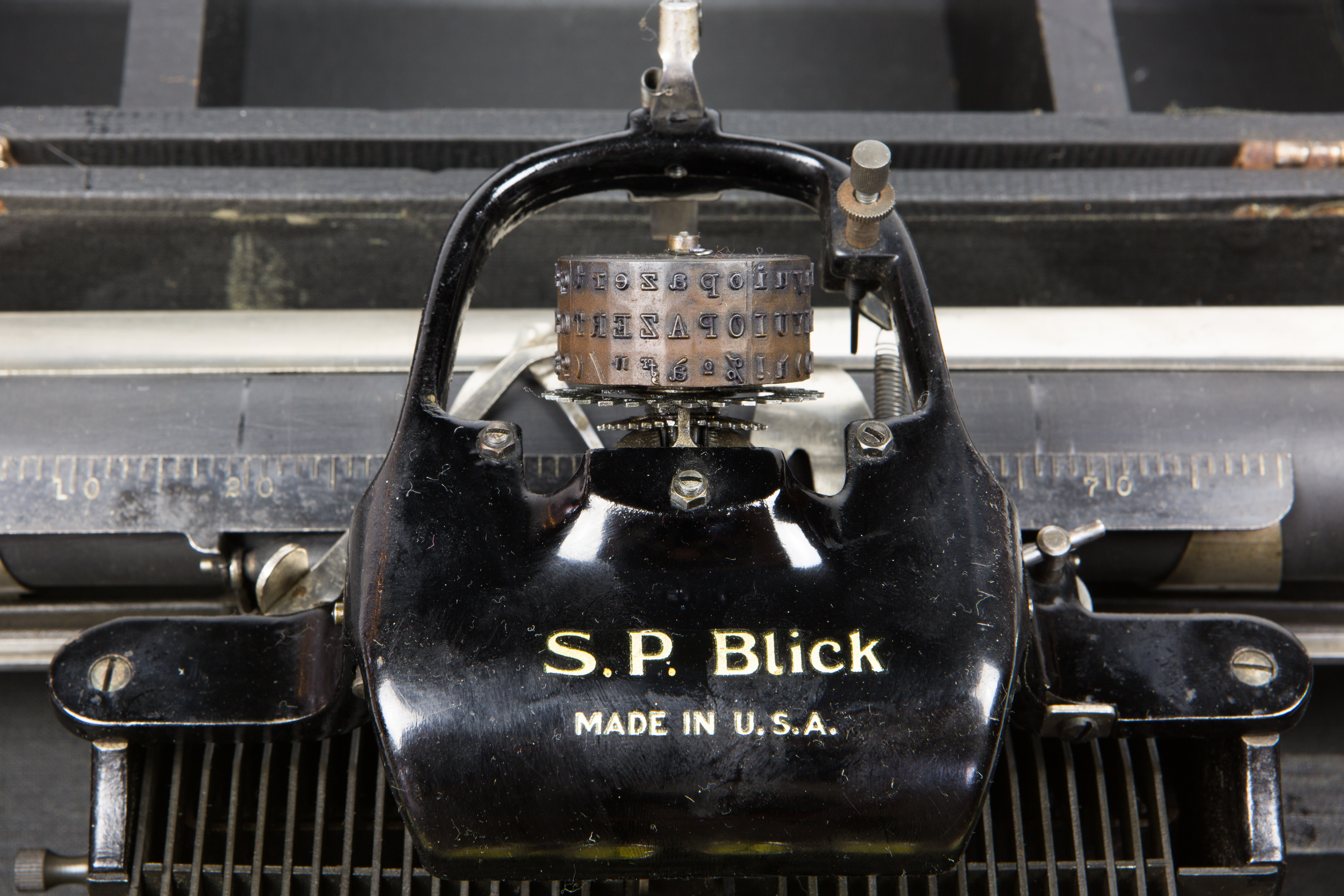
Tête de frappe Blick

Le modèle de machine à écrire Blickensderfer fut créé par George Canfield Blickensderfer (1850–1917) en 1892. Il était initialement prévu pour concurrencer les machines de bureau de marque Remington, cependant c'est sa facilité à être transporté qui le rendit célèbre.
Au lieu du mécanisme  habituel, où l'on retrouve une lettre au bout barre, elle-même reliée à une touche du clavier, les modèles Blikensderfer utilisent un cylindre sur lequel les lettres sont en relief. Frapper une touche entraîne la rotation du cylindre pour présenter la lettre sélectionnée en face du papier. Dans son mouvement de bascule vers le papier, le cylindre frotte contre un tampon encreur avant de s'écraser contre la feuille (il n'y a donc pas de ruban sur ce système). Le mécanisme Blinkensderfer est à l'origine du système utilisé par l'IBM Selectric dans les années soixante (le cylindre se transformant en une boule d'impression, semblable à une balle de golf). Un des avantages fournis par le système Blikensderfer est la grande facilité qu'il offre pour changer la fonte de caractères. En effet, si l'on souhaite effectuer un changement, il suffit de remplacer le cylindre (chose impossible sur les modèles à barres).
Les modèles Blikensderfer ont considérablement réduit la complexité de conception des machines à écrire. À titre d'exemple, un modèle classique comportait 250 pièces, comparativement aux 2500 que contenaient les autres modèles de machines à écrire. Les Blikensderfer étaient plus petites, plus légères et moins chères que le reste de la concurrence. Par ailleurs, Blikensderfer est connu pour avoir, dès 1902, produit la première machine à écrire électrique (modèle BlikensderfeR ELECTRIC).
Enfin, les machines Blickensderfers se sont aussi démarquées par la disposition de leur clavier « scientifique » : DHIATENSOR. Sur ce clavier, la rangée proximale de touches contient les lettres les plus fréquemment rencontrées. Cela permettait au dactylographe de minimiser les déplacements de ses mains et d’accroître l'efficience de la frappe.

## Les différents modèles

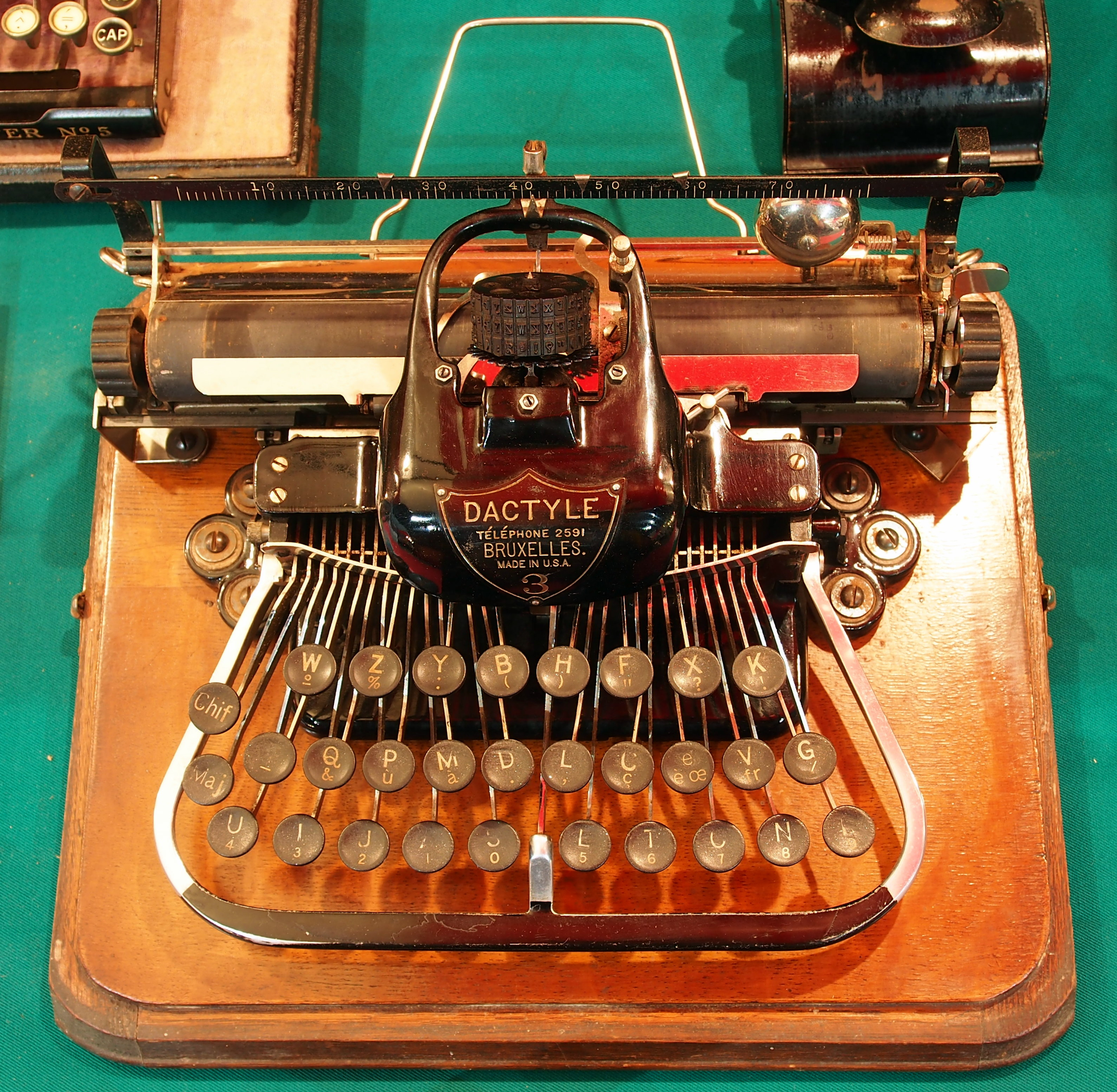
Dactyle Modèle 3

### Le modèle 4
Le modèle 4 ne permettait d'écrire qu'en lettres capitales, et était probablement destiné à l'usage des télégraphistes. Il utilisait un cylindre d'impression composé de deux rangées de lettres (plus les chiffres). C'est aujourd'hui un modèle rare.

### Le modèle 5
La marque Dactyle va établir sa production sur la base de ce modèle

## Technologie
La tête d'impression cylindrique, à l'instar de ce que sera plus tard le système IBM Selectric typewriter, était facile à changer et permettait de choisir parmi les différentes polices disponibles. En frappant une touche, le cylindre tournait pour aligner la lettre choisie vers le papier, puis le cylindre s'inclinait sur le tampon encreur et imprimait le papier. En maintenant les touches « Cap » ou « Fig » enfoncées, le cylindre se déplace sur son axe afin d'utiliser la rangée du milieu et produire des majuscules, ou la rangée supérieure pour les caractères spéciaux.

## Clavier
L'agencement DHIATENSOR du clavier est schématisé ci-dessous (seulement les caractères alphanumériques) :

## Sources
- (en) Richard Milton, « Portable Typewriters - Blickensderfer » [archive du 29 mars 2006], 2004 (via Internet Archive)
- (en) Robert Blickensderfer et Paul Robert, The Five-Pound Secretary An illustrated history of the Blickensderfer Typewriter, The Virtual Typewriter Museum, 2003, 121 p. (ISBN 90-74999-05-0, lire en ligne)